# Návary
Návary (německy Auern) jsou malá vesnice, část městyse Staré Město pod Landštejnem v okrese Jindřichův Hradec v Jihočeském kraji. Nachází se asi čtyři kilometry jihozápadně od Starého Města pod Landštejnem. Je zde evidováno 13 adres. V roce 2011 zde trvale nikdo nežil.
Návary jsou také název katastrálního území o rozloze 2,42 km². Nejvyšší vrch v okolí je Kamenný stůl o výšce 641 metrů.

## Historie
První písemná zmínka o vesnici pochází z roku 1375.

## Obyvatelstvo
| Rok            | 1869 | 1880 | 1890 | 1900 | 1910 | 1921 | 1930 | 1950 | 1961 | 1970 | 1980 | 1991 | 2001 | 2011 | 2021 |
| -------------- | ---- | ---- | ---- | ---- | ---- | ---- | ---- | ---- | ---- | ---- | ---- | ---- | ---- | ---- | ---- |
| Počet obyvatel | 170  | 196  | 183  | 156  | 168  | 139  | 124  | 46   | 60   | 13   | 0    | 0    | 0    | 0    | 3    |
| Počet domů     | 22   | 23   | 24   | 24   | 25   | 25   | 25   | 20   | 3    | 3    | 0    | 9    | 10   | 11   | 12   |

## Obecní správa
Při sčítání lidu v letech 1850–1949 Návary byly samostatnou obcí v okrese Jindřichův Hradec. V letech 1950–1971 byly osadou obce Veclov, se kterým patřil nejprve do okresu Dačice, ale od roku 1960 opět v okrese Jindřichův Hradec. Od 26. listopadu 1971 jsou částí městyse Staré Město pod Landštejnem v okrese Jindřichův Hradec, kdy se konaly obecní volby. V letech 1850–1949 k obci patřil Veclov.

## Další fotografie

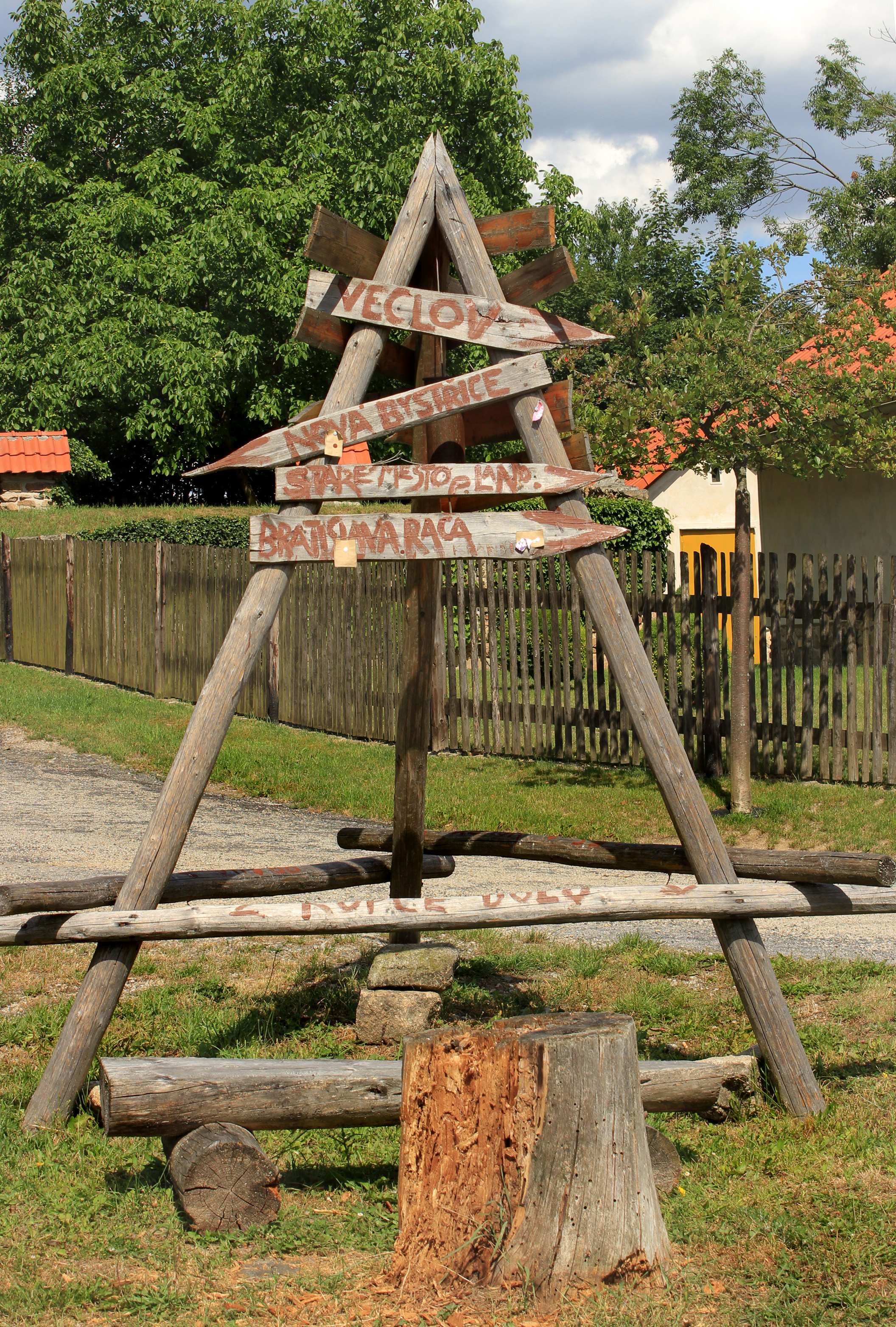
Zajímavý rozcestník na návsi
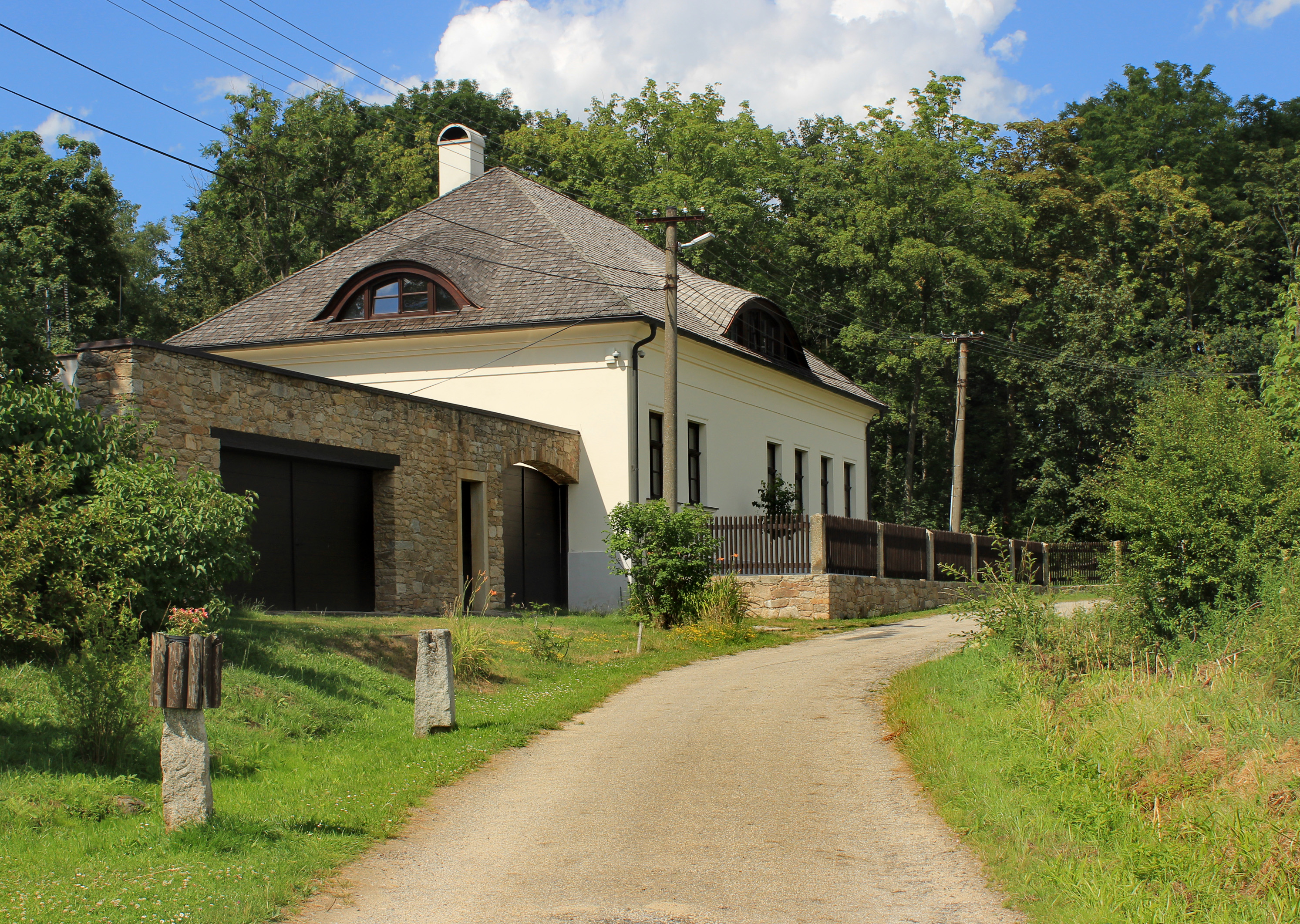
Dům čp. 9
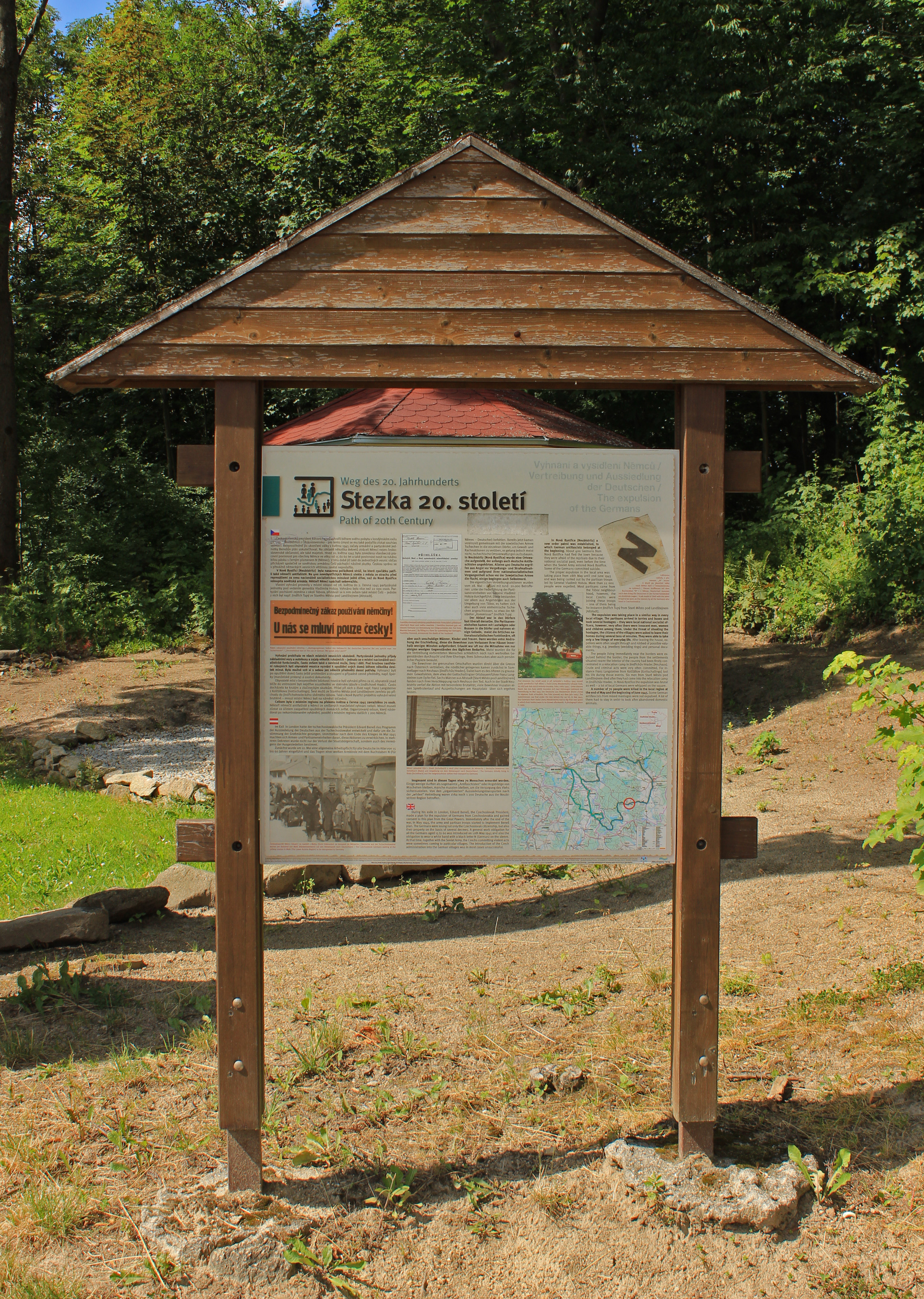
Informační tabule o místní historii